# Werner Voss
Werner Voß (* 6. Oktober 1941 in Hamburg; † 4. Dezember 2013 in Hamburg) war ein deutscher Radiomoderator. Seine Sendung Rock'n'Roll-Museum im NDR erreichte Kultstatus und wurde dadurch zu einer der langlebigsten Musiksendungen im deutschen Rundfunk.
Voss lebte in Hamburg und war hauptberuflich Verwaltungsbeamter. Zum Radio kam er über den NDR-Musikredakteur Klaus Wellershaus. Als kenntnisreicher Rock-’n’-Roll-Sammler hatte Voss einen kritischen Brief zu einer Sendung von Wellershaus geschrieben, woraufhin Wellershaus Voss als Experten ins NDR-Studio einlud. Diese gemeinsame Sendung am 28. Mai 1974 war der Beginn des „Rock'n'Roll-Museums“, das Voss fast 40 Jahre – bis kurz vor seinem Tod – fortführte.
Die Reihe lief in 582 Ausgaben vom 28. Mai 1974 bis zum 26. Oktober 2013 beim NDR, zunächst auf NDR 2 (1974–1989), kurzzeitig auf NDR 3 (1981), ab dem 2. April 1989 schließlich bei NDR 4 (später „NDR Info“). Anlässlich des 40. Geburtstags des Rock'n'Roll-Museums gestaltete der NDR am 7. Juni 2014 eine abschließende Gedenksendung.